# Franz Brehm
Franz Brehm, celým jménem Franz Xaver Brehm (20. listopadu 1861 Chyše – 28. července 1941 Chyše), byl rakouský a český lékař a politik německé národnosti, na počátku 20. století poslanec Českého zemského sněmu a poslanec Říšské rady[zdroj⁠?!].

## Biografie
Vystudoval gymnázium v Mostě a německou univerzitu v Praze. Na vysoké škole byl členem burschenschaftu Teutonia. V roce 1887 získal na univerzitě doktorát z lékařství. Působil potom jako externí lékař na klinice profesora Kahlera v Praze. Od roku 1887 byl obvodním, nádražním a panským lékařem v rodné obci Chyše.
Počátkem 20. století se zapojil i do zemské politiky. Ve volbách v roce 1901 byl zvolen v kurii venkovských obcí (volební obvod Manětín) do Českého zemského sněmu. Politicky patřil k všeněmcům. V období let 1919–1931 zastával úřad starosty obce Chyše.